# Veine céphalique accessoire
La veine céphalique accessoire est une veine superficielle variable du membre supérieur.

## Trajet
La veine céphalique accessoire vient de la face postérieure de l'avant-bras en passant le long du bord radial pour rejoindre en bas du sillon bicipital latéral la veine céphalique.
Dans certains cas, la veine céphalique accessoire provient de la veine céphalique au-dessus du poignet et la rejoint plus haut.